# Peperomia blepharipus
Peperomia blepharipus är en pepparväxtart som beskrevs av William Trelease. Peperomia blepharipus ingår i släktet peperomior, och familjen pepparväxter.

## Underarter
Arten delas in i följande underarter:
- P. b. binispica
- P. b. iquitosensis